# Tenaturris dysoni
Tenaturris dysoni é uma espécie de gastrópode do gênero Tenaturris, pertencente a família Mangeliidae.